# Quảng trường Tự do (Bratislava)
Quảng trường Tự do (tiếng Slovakia: Námestie slobody (Bratislava)) là một trong những quảng trường lịch sử lớn nhất và nổi tiếng nhất ở thủ đô Bratislava, Slovakia. Quảng trường có kích thước khoảng 200 x 200 mét, nằm ở trung tâm khu Phố cổ Bratislava.

## Lịch sử
Những vườn nho xung quanh quảng trường có từ thời Trung cổ. Quảng trường Tự do có khả năng được hình thành vào thế kỷ 17 sau khi Cung điện mùa hè của Tổng giám mục được xây dựng ở phía Tây quảng trường (hiện nay là tòa nhà chính phủ).
Năm 1980, ở trung tâm quảng trường có thêm một đài phun nước, được gọi là Družba (Tình bạn). Đây là đài phun nước lớn nhất ở Bratislava. Ở giữa đài phun nước có một tác phẩm điêu khắc hình bông hoa cao 9 mét và nặng 12 tấn. Đài phun nước này đã ngừng hoạt động từ năm 2007 và đã được sửa chữa một phần vào giai đoạn 2018–2019.

## Tên gọi
Tên gọi cũ của quảng trường trong thời kỳ xã hội chủ nghĩa là Quảng trường Gottwald, nhằm để vinh danh chủ tịch cộng sản đầu tiên của Tiệp Khắc - Klement Gottwald (1896 - 1953).  Vào ngày 1 tháng 4 năm 1991, quảng trường chính thức được đổi tên là Quảng trường Tự do (cho đến nay).